# Karl Ristenpart
Karl Ristenpart (né le 26 janvier 1900 à Kiel, et mort le 24 décembre 1967 à Lisbonne) est un chef d'orchestre allemand.

## Biographie
Fils de l’astronome Friedrich Wilhelm Ristenpart (1868-1913) et de son épouse Pauline (née Rettig; 1878-1942; voir Paula Foerster), Karl Ristenpart naquit à Kiel en 1900. Il grandit à Berlin mais vécut de 1908 à 1913 à Santiago du Chili où son père dirigeait la construction du premier observatoire de l’Hémisphère sud. Après la mort tragique de son père, il revint à Berlin en 1913 et assista aux premiers concerts de Hermann Scherchen en tant que chef d’orchestre (de 1919 à 1920, la mère de Karl Ristenpart fut la première épouse de Hermann Scherchen). L’interprétation par ce dernier de la 5e symphonie de Gustav Mahler le frappa tant qu’il décida de devenir lui-même musicien. Mais les conséquences économiques de la Première Guerre Mondiale repoussèrent les études musicales du jeune Karl, au Conservatoire Stern de Berlin et chez Hugo Kauder à Vienne, jusqu’aux années 1924-29. Par la suite, il fondera trois orchestres : le Kammerorchester Karl Ristenpart (Berlin, 1932), le Kammerorchester du RIAS-Berlin (1946) et le Saarländisches Kammerorchester (1953), et deviendra célèbre principalement pour ses interprétations de Bach et de Mozart, “les deux piliers de sa pensée musicale”.
En 1930, Ristenpart épousa Ruth Christensen à Berlin. Les musiciennes de l’entourage de cette talentueuse pianiste et claveciniste allaient bientôt constituer le noyau de l’Orchestre de chambre Karl Ristenpart (premier violon Helga Schon, 
altiste solo Charlotte Hampe, violoncelliste solo Helma Bemmer). Cet ensemble d’une quinzaine de cordes jouait surtout des œuvres baroques et contemporaines en concert ou pour la radio. Mais la carrière de son chef fut limitée dès 1933 par son refus de rejoindre le parti nazi. Pendant la 2e Guerre Mondiale, Ristenpart parvint à éviter d'endosser l’uniforme de la Wehrmacht jusqu’en 1944 en dirigeant 11 longues tournées d'orchestre sur les fronts de guerre, de la Norvège jusqu’aux Balkans. 
De retour dans un Berlin en ruine après la guerre, Ristenpart mit des œuvres de son compositeur préféré (et longtemps interdit), Gustav Mahler, dans le programme de son premier concert public dès l'été 1945. Début 1946, après la division de Berlin en zones, Ristenpart se vit confier la production de musique chorale et orchestrale pour l’émetteur du RIAS (Radio in the American Sector). Il réunit des chanteurs et des musiciens et se met à enregistrer des œuvres de Monteverdi à Stravinsky (en passant par Mahler) avec des formations labellisées RIAS-Kammerorchester, RIAS-Chor (“RIAS-Kammerchor” à partir de 1948) et RIAS-Sinfonieorchester (à partir de 1947). Pendant cette deuxième phase de sa carrière de chef d’orchestre, Ristenpart acquit une célébrité internationale surtout en raison de son ambitieux “Cycle J.S. Bach”, réalisé de mars 1947 à décembre 1952. Parallèlement à l’enregistrement sur bandes pour le RIAS de la plupart des œuvres de Bach pour chœur et orchestre (notamment 70 cantates), Ristenpart donna également 2 concerts avec 1 cantate par semaine à Berlin-Zehlendorf avec son Orchestre de chambre et de grands solistes durant toute “l’Année Bach” 1950. C’est au cours de ce cycle que fut produit le légendaire disque Archiv des cantates 56 et 82 avec le jeune baryton Dietrich Fischer-Dieskau et le hautboïste Herman Töttcher. Lorsqu’il devint clair vers la fin 1952, qu'en raison du coût de la Guerre de Corée, le RIAS ne pouvait plus continuer de financer tous ses orchestres, Karl Ristenpart accepta une offre de la Saarländische Rundfunk GmbH et quitta Berlin en juillet 1953.
L’offre sarroise (qui était motivée par les ambitions politiques de la France pour cette région) consistait à créer un nouvel orchestre de chambre avec lequel Ristenpart devait fournir des enregistrements tant pour la Radiodiffusion sarroise que pour la firme de disques parisienne Les Discophiles français . Cette combinaison inhabituelle était due à l'initiative d'un ecclésiastique, le musicologue Carl de Nys, alors producteur d'émissions religieuses et musicales à Radio Sarrebuck, qui s’intéressait surtout à la production de cantates de Bach pour le marché du disque en France. En l’espace de quelques semaines, Ristenpart réunit un orchestre de seize cordes. Dix parmi les jeunes musiciens vinrent comme lui de Berlin, notamment le brillant Quatuor Hendel, dont le chef, Georg Friedrich Hendel, allait très rapidement devenir premier violon. Dès octobre 1953, le “Saarländisches Kammerorchester” (l'Orchestre de chambre de la Sarre) donnait un premier concert officiel à Sarrelouis. Avec des solistes comme Jean-Pierre Rampal, Pierre Pierlot et Robert Veyron-Lacroix, l’ensemble partit conquérir Paris à peine un an plus tard. L’exemplaire coopération entre les archets allemands et des solistes surtout français allait devenir la marque distinctive de la direction de Ristenpart et se concrétiser, jusqu’à sa mort en 1967, par des centaines d’enregistrements pour la Radiodiffusion sarroise, des tournées de concert triomphales et la production de 169 microsillons. Parmi ces derniers, que Le Club français du disque et Erato exportèrent dans le monde entier, les enregistrements des Concertos brandebourgeois, des Suites pour orchestre, de l’Art de la Fugue, et de plusieurs cantates de Bach, ainsi que ceux de plusieurs symphonies et concertos de Mozart et de Haydn marquèrent toute une génération de musiciens et de mélomanes, surtout en France et aux États-Unis. Mais parallèlement aux Grands Prix du Disque gagnés avec Marie-Claire Alain pour les concertos pour orgue de Haendel, et avec Jean-Pierre Rampal pour les concertos de flûte de Telemann, l’Orchestre de chambre de la Sarre dirigé par Karl Ristenpart fut également distingué pour L’Art de la fugue de Bach (orch. Pascal/Bitsch) et pour ses enregistrements d’œuvres orchestrales de Britten, Roussel et Hindemith.
Il convient en effet de souligner que la réputation de Ristenpart comme "grand interprète de Bach et de Mozart" a masqué le fait qu’il a enregistré les œuvres de 50 compositeurs sur disques et même de 230 (dont la moitié contemporains!) sur des bandes conservées aujourd’hui dans les archives sonores de la Radiodiffusion sarroise. 
En décembre 1967, Ristenpart fut victime d'une crise cardiaque pendant une tournée au Portugal avec l’orchestre de chambre de la Fondation Gulbenkian et mourut la veille de Noël dans un hôpital de Lisbonne. L’Orchestre de chambre de la Sarre survécut encore cinq ans à son fondateur. Il fut dirigé entre 1968 et 1972 par le violoncelliste et fondateur des Solistes de Zagreb, Antonio Janigro. À nouveau éprouvé par la mort dans un accident de voiture de son noyau dur de solistes, le premier violon Georg Friedrich Hendel et sa femme Betty Hindrichs-Hendel, violoncelliste solo, il fusionna en été 1973 avec l’Orchestre Symphonique de la Radiodiffusion sarroise.

## Discographie
Une discographie détaillée est fournie dans l’appendice de la publication de Scheel/Ehrhardt (Peter Lang 1999)

### Enregistrements d’origine parus sur disques 33t
Karl Ristenpart a laissé : 
- un seul disque de sa production avec son orchestre de chambre de Berlin (Archiv 14004, avec les cantates 56 et 82 interprétées par l’Orchestre de chambre Karl Ristenpart de Berlin, Dietrich Fischer-Dieskau et Hermann Töttcher, hautbois);

- 169 disques avec l’Orchestre de chambre de la Sarre, dont 2 en Allemagne (Archiv et Elektrola) et 167 en France (3 Lumen, 2 Club National du Disque, 1 Harmonia mundi, 95 Discophiles Français  , 24 Erato, 42 Club Français du Disque);

- 4 avec l’Orchestre symphonique du Südwestfunk Stuttgart (Checkmate, États-Unis).
- Jean-Marie Leclair, Concertos pour violon et orchestre, Opus 7, No 6, Opus 10, No 6, Michèle Auclair, violon, Orchestra de Chambre de la Sarre, dir. Karl Ristenpart - LP Les Discophiles français 525 116.

### Rééditions en CD
- Le disque Archiv 14004 avec les cantates 56 et 82 a été réédité par Polydor International/DG Classics en 1997 et à nouveau depuis.

- Plusieurs disques 33 tours d’œuvres de Bach, Mozart et Haydn avec l’Orchestre de chambre de la Sarre sous Ristenpart produits par le Club Français du Disque, Musidisc ou Erato sont parus en CD dans les années 1980 et 1990 sous les labels ACCORD ou ERATO (voir amazon.fr);

- Un coffret de 6 CD est paru en 2000 chez ACCORD/UNIVERSAL avec des œuvres pour orchestre de Bach, dont les Brandebourgeois, les Suites pour orchestre et l’Art de la Fugue (Grand Prix National de l’Académie du Disque Français 1967);

- En 2005 est paru un coffret de 4 CD “L’art de Teresa Stich-Randall” chez ACCORD/UNIVERSAL avec notamment des messes/cantates de Bach, Haendel, Mozart et de Schubert, interprétées par la soprano et l’Orchestre de chambre de la Sarre sous Ristenpart;

- En 2006 est paru un double-CD avec les cantates 56, 82, 140, 169, 211, 212 chez ACCORD/UNIVERSAL;

- Une sélection d’enregistrements de Ristenpart parus autrefois chez Nonesuch est disponible en CD aux États-Unis (www.rediscovery.us);

- Depuis 2006 l’Association Jean-Pierre Rampal réédite en coffrets de CD la plupart des bandes de la Radiodiffusion sarroise avec l’Orchestre de chambre de la Sarre et des solistes français sous la direction de Karl Ristenpart (1954-1957), sous son label Premiers Horizons Disques (www.jprampal.com), avec des œuvres de Frank Martin, Willy Burkhard, Peter Mieg, Jean-Michel Damase et d'autres.

- Le disque des concertos pour violon de Bach avec Ulrich Grehling et Georg Friedrich Hendel publié en 1955 par Les Discophiles Français  a été réédité en 2009 par FORGOTTEN RECORDS

- "The RIAS Bach Cantatas Project" (Set de 9 CD - Audite 21.415 - 2012); Enregistrements en studio (Berlin 1949-1952); 29 cantates de J.S. Bach (BWV 4, 19, 21, 22, 31, 32, 37, 38, 39, 42, 47, 52, 56, 58, 73, 76, 79, 88, 106, 108, 127, 140, 160, 164, 176, 178, 180, 199, 202) parmi les 70 que KARL RISTENPART avait enregistrées avec le RIAS Kammerorchester - RIAS Kammerchor - RIAS Knabenchor et les solistes Helmut Krebs | Agnes Giebel | Ingrid Lorenzen | Dietrich Fischer-Dieskau | Walter Hauck | Gunthild Weber | Annelies Westen | Johanna Behrend | Marie-Luise Denicke | Lorri Lail | Lilo Rolwes | Gerhard Niese | Edith Berger-Krebs | Gertrud Birmele | Charlotte Wolf-Matthäus | Gerda Lammers.